# Illustratio Specierum Aconiti Generis
Illustratio Specierum Aconiti Generis (abreviado Ill. Sp. Acon. Gen.) es un libro con ilustraciones y descripciones botánicas, con 72 planchas de ilustración que fue editado por el naturalista, zoólogo, botánico y ornitólogo alemán Ludwig Reichenbach. Fue publicado en el año 1823-1827.